# Gregor Hafnar
Gregor Hafnar (Kranj, 19 gennaio 1977) è un ex cestista e allenatore di pallacanestro sloveno.

## Carriera
Ha giocato con Air Avellino, Montepaschi Siena e Pallacanestro Varese.

## Palmarès
- Coppa di Slovenia: 2

Union Olimpija: 1997, 1998